# Erik Ullman
Erik Ullman, född 17 juni 1997 i Österhaninge, är en svensk ishockeyspelare som spelar för Västerviks IK i Hockeyallsvenskan. Säsongen 2012/13 var han uttagen till TV-pucken för Stockholm Syd. Där noterade han 7 assist på 8 matcher och en +/- statistik på 16. Som junior spelade han för Södertälje SK och Modo Hockey. Säsongen 2015/16 fick han spela tre matcher för Modo i SHL innan han lånades ut till IF Björklöven i Hockeyallsvenskan.